# Остров Лысова
О́стров Лысо́ва — остров в Восточно-Сибирском море в составе Медвежьих островов, административно относится к Якутии.
Расположен в центральной части группы в 3,3 километрах к югу от острова Леонтьева в 68 километрах от материка.
Имеет вытянутую с юга на север форму длиной 2,8 километра и шириной 1,2 километра. Довольно высокие, до 17 метров, крутые берега. Максимальная высота острова — 35 метров. В северной части — два небольших заболоченных озера.
Назван в честь Ивана Лысова — одного из трёх прапорщиков геодезии, которые в 1769 году составили первую карту Медвежьих островов.